# Bafutes

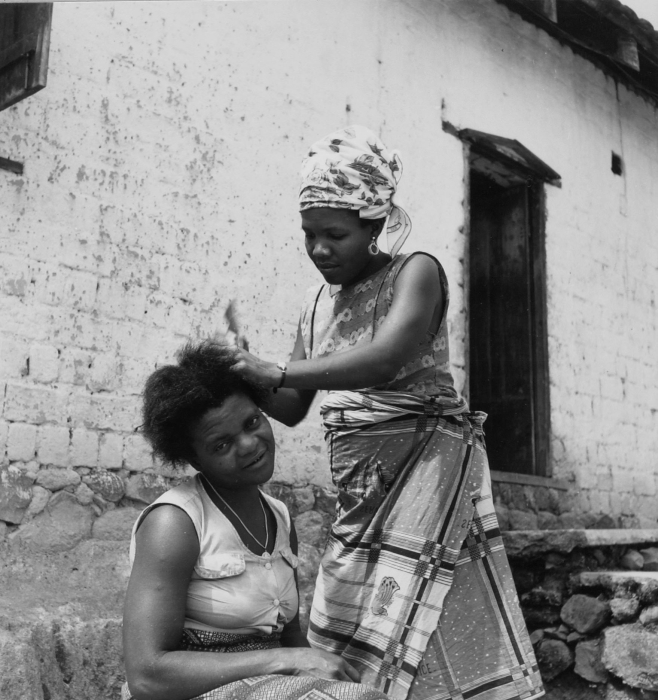
Mulheres bafutes (1960)

Os bafutes é um grupo étnico de Grassfields localizado na subdivisão de Bafute da província do Noroeste, em Camarões.

## Língua e alfabetização
Cerca de 134.000 pessoas bafutes falam a língua bafute, uma língua dos campos orientais das línguas nigero-congolesas. Trinta por cento do povo Fut lê e escreve a língua. A expansão da alfabetização na língua fut é apoiada por dez escolas e trinta igrejas.
Os bafutes já foi multilíngue. A maioria dos Bafut superiores fala a língua Bafut e o inglês pidgin camaronês. Além disso, em menor grau, eles podem falar línguas locais como mancon, meta ou mungaca.

## Religião
O cristianismo é a religião predominante entre os bafutes, representando 74% para 95% da população. Um grupo menor ainda segue sua religião tradicional africana. Os cristãos de bafute dividem-se entre a Igreja Católica Romana, os protestantes e outras igrejas independentes.
O Novo Testamento foi traduzido para a língua bafute e as  gravações do evangelho também podem ser ouvidas.

## História

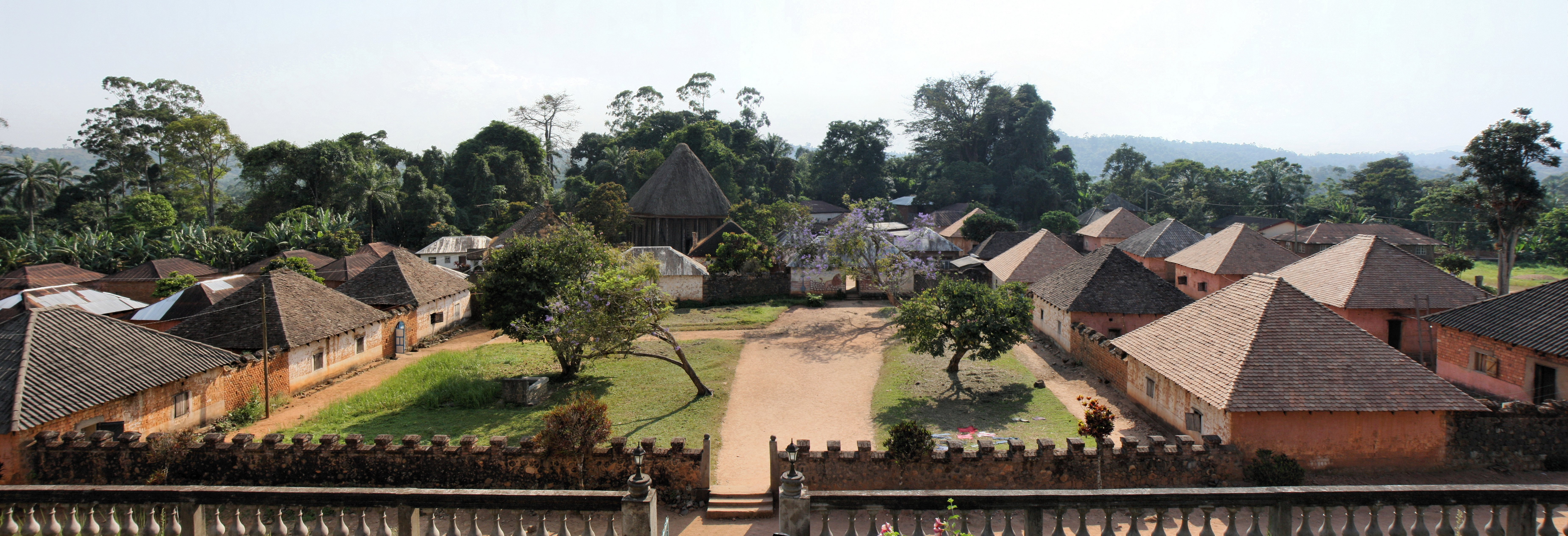
Fondom de Bafute, ao norte de Bamenda. O pátio principal com as casas das mulheres à direita, cobertas de azulejos, e a floresta sagrada ao fundo.

De acordo com etno-histórias locais coletadas pelo Império Britânico, os bafutes chegou há cerca de 300 anos da área leste-nordeste de seu local atual. No entanto, alguns pesquisadores consideram que os bafutes é uma comunidade composta de vários grupos de diferentes lugares.
No final do século XIX, os bafutes lutou contra os alemães e seus aliados nas guerras de bafutes.

## Organização social
O Fon dos bafutes é nomeado diretamente pelo primeiro-ministro da República dos Camarões e é considerado um funcionário público. Os bafutes se divide tradicionalmente entre a corte e os plebeus. Os fons, suas esposas, os príncipes e as princesas compunham a corte e se concentravam no bairro fons. As principais famílias de plebeus participam da gestão política para contrabalançar o poder potencialmente absoluto fon.